# Cancelloxus elongatus
Cancelloxus elongatus е вид бодлоперка от семейство Clinidae. Видът не е застрашен от изчезване.

## Разпространение и местообитание
Разпространен е в Южна Африка.
Обитава крайбрежията и пясъчните дъна на полусолени водоеми, океани и морета в райони със субтропичен климат. Среща се на дълбочина от 10 до 23,5 m.

## Описание
На дължина достигат до 5 cm.